# Muhammad Karmus
Muhammad Karmus, Mohamed Karmous (ar. محمد كرموس; ur. 5 czerwca 1949 w Casablance) – marokański zapaśnik walczący przeważnie w stylu klasycznym. Trzykrotny olimpijczyk. Odpadł w eliminacjach turnieju w Meksyku 1968, Monachium 1972 i Montrealu 1976. Startował w kategorii 52 kg.
Wicemistrz igrzysk afrykańskich w 1978. Zdobył srebrny medal na igrzyskach śródziemnomorskich w 1971 i siódmy w 1975. Dwukrotny srebrny medalista mistrzostw Afryki w 1969 i 1971 roku.
- Turniej w Meksyku 1968

Pokonał zawodnika Indii Sudesha Kumara i RFN Rolfa Lacoura.
- Turniej w Monachium 1972

Przegrał z Miroslavem Zemanem z Czechosłowacji i Bułgarem Petyrem Kirowem.
- Turniej w Montrealu 1976

Zdyskwalifikowany po walce z Portugalczykiem Leonelem Duarte.